# Sláine
Sláine è un personaggio immaginario protagonista di una omonima serie a fumetti di genere fantasy/avventuroso esordita nel 1983 sulla rivista britannica 2000 AD e ideata da Pat Mills; la serie venne inizialmente disegnata dalla moglie di Pat Mills, Angela Kincaid ma poi, la maggior parte delle prime storie vennero disegnate da Massimo Belardinelli e Mike McMahon.

## Altri media

### Videogiochi
- Slaine (Creative Reality, avventura testuale per Amstrad CPC, C64 e ZX Spectrum)

### Narrativa
- Sláine: Sláine the Exile (Steven Savile, Black Flame, 2006, ISBN 1-84416-387-3)
- Sláine: Slaine the Defiler (Steven Savile, Black Flame, 2007, ISBN 1-84416-493-4)

## Influenza culturale
La band metal Slough Feg (originariamente nota come The Lord Weird Slough Feg) cambiò nome per riferirsi all'omonimo personaggio della serie.